# Michael Shen Fu-Tsung
Michael Alphonsius Shen Fu-Tsung (Nanquim, 1657  — Moçambique, 2 de setembro de 1692), também conhecido como Michel Sin, Michel Chin-fo-tsoung, Shen Fo-tsung ou Shen Fuzong (chinês: 沈福宗, pinyin: Shěn Fúzōng, Wade–Giles: Shen Fu-tsung) foi um mandarim chinês que converteu-se ao catolicismo.
Foi levado para a Europa pelo padre jesuíta Philippe Couplet, o procurador das missões jesuítas na China que partiu de lá para Roma para reencontrar-se com o Papa. Eles partiram de Macau em 1681, e juntos visitaram os Países Baixos do Sul, Estados Papais, França e a Inglaterra. Posteriormente, Shen tornou-se um jesuíta em Portugal, e faleceu em Moçambique quando regressava a casa.

## Visita à Europa

### Países Baixos Espanhóis e Estados Papais
Michael Shen Fu-Tsung e Philippe Couplet partiram de Macau e chegaram de barco aos Países Baixos Espanhóis em outubro de 1682. Eles visitaram Malinas, a cidade onde Couplet e sua família nasceram, e então partiram para Roma, onde Couplet tentou obter uma autorização papal para celebrar a missa em língua chinesa.

### França

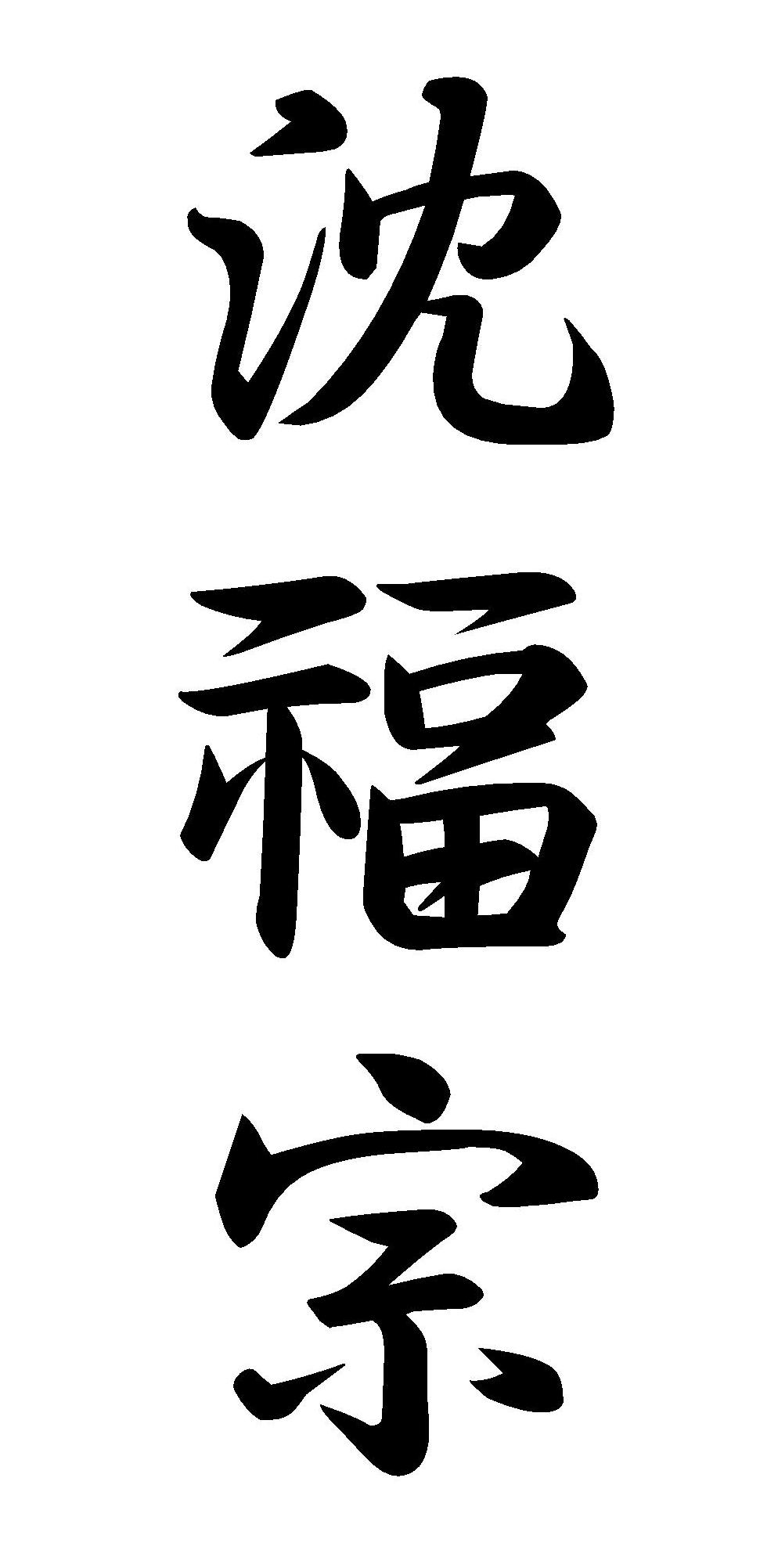
O nome chinês de Michael escrito em caracteres: 沈福宗

Shen foi apresentado ao rei Luís XIV a 15 de setembro de 1684, e lhe demonstrou a como utilizar os pauzinhos e como escrever os caracteres chineses. Ele e Couplet participaram do jantar real, onde Shen vestiu um grande brocado azul com seda verde decorada com dragões chineses. Eles também visitaram a Maison royale de Saint-Louis, onde montaram uma exposição de retratos de seda chinesa.

### Inglaterra e Portugal
Após sua visita em França, Shen Fu-Tsung partiu para Oxford onde conheceu Thomas Hyde em 1685, e ensinou-lhe um pouco da língua chinesa. Aparentemente, Shen Fu-Tsung comunicava-se em latim.
Shen Fu-Tsung também conheceu o rei Jaime II. É o primeiro caso registado dum homem chinês a visitar a Grã-Bretanha. O rei ficou tão encantado com esta visita que ordenou a Godfrey Kneller fazer seu retrato, e pendurou-o em seus aposentos.
Shen Fu-Tsung foi capaz de catalogar os livros chineses que estavam presentes na Biblioteca Bodleiana, e descreveu o seu conteúdo, algo que ninguém tinha sido capaz de fazer até então. Ele também mostrou ao bibliotecário a maneira correta de segurar um livro chinês.
Shen Fu-Tsung deixou a Inglaterra em 1688 e partiu para Lisboa, e entrou para a Companhia de Jesus. Ele faleceu em Moçambique no ano de 1691, quando regressava a China.